# Virgilio Giotti
Virgilio Giotti (pseudónimo de Virgil Schönbeck, Trieste, 15 de janeiro de 1885 — Trieste, 21 de setembro de 1957) foi um poeta, romancista, ilustrador e tradutor da Itália.
Giotti nasceu em Trieste, na época Império Austríaco, filho de Riccardo Schönbeck, natural da Boêmia, e da veneziana Emilia Ghiotto. Ele se mudou para Florença no início do século 20, e lá começou a publicar poesia. Em 1912 ele conheceu a nobre moscovita Nina Schekotoff, que lhe deu três filhos. Diversas coletâneas de poemas de Giotti foram publicadas, bem como contos e um diário póstumo (Appunti inutili). Em 1957, ganhou o Prêmio Antonio Feltrinelli. Giotti é considerado um dos grandes poetas italianos do século 20 e o maior poeta do dialeto triestino.